# Allyssa Daal
Allyssa Daal (13 augustus 1999) is een Nederlands voetbalspeelster.
Sinds seizoen 2015–16 speelde Daal bij de hoofdmacht van ADO Den Haag Vrouwen. Dat seizoen wonnen zij de KNVB beker.

## Statistieken
| Seizoen | Club         | Land      | Competitie | Wedstrijden | Doelpunten |
| ------- | ------------ | --------- | ---------- | ----------- | ---------- |
| 2015/16 | ADO Den Haag | Nederland | Eredivisie | 0           | 0          |
| 2016/17 | ADO Den Haag | Nederland | Eredivisie | 0           | 0          |
| 2017/18 | ADO Den Haag | Nederland | Eredivisie | 24          | 2          |
| 2018/19 | ADO Den Haag | Nederland | Eredivisie | 10          | 1          |
| 2019/20 | ADO Den Haag | Nederland | Eredivisie | 2           | 0          |
| Totaal  | Totaal       | Totaal    | Totaal     | 36          | 3          |

Laatste update: augustus 2020

## Interlands
Daal hoorde tot de selectie van O19, maar is nooit opgeroepen.
1 Lorsheijd ·
2 Vonk ·
3 Noordermeer ·
4 Pijnacker Hordijk ·
5 Nelemans ·
6 Raaijmakers  ·
7 Van Raay ·
8 Van den Goorbergh ·
9 Loonen ·
10 Van Oosten ·
11 Viehoff ·
14 Remmers ·
15 Van den Ende ·
16 Grimmius ·
18 Glotzbach ·
19 Boerboom ·
20 Van Mierlo ·
21 Burgers ·
23 Dupon ·
24 Van Egmond ·
35 Bol ·
Coach: Glotzbach
Assistent-coach: Van Tol